# Шибаев, Александр Александрович (поэт)
Александр Александрович Шибаев (1 октября 1923 — 28 июля 1979, Ленинград) — русский советский детский поэт.

## Биография
Окончил школу в Ленинграде в 1941 году и 3-е Ленинградское артиллерийское училище (1942). Воевал на Юго-Западном, Центральном и Западном фронтах, в ноябре 1943 года был тяжело ранен, в 1944—1946 гг. продолжил службу на хозяйственной должности. Награждён орденом Отечественной войны II степени.
Публиковался как детский поэт с 1957 года, дебютировав в газете «Ленинские искры». Первый сборник «Подружки» вышел в 1959 г.
Работал в жанре игровой поэзии, сочинял веселые обучающие стихи, загадки, скороговорки, перевертыши, небольшие сюжетные истории про звуки, буквы, слова и знаки препинания.
При жизни Шибаева вышло полтора десятка книжек для детей. Итоговыми стали две книги «Взялись за руки друзья» (1977) и, появившаяся посмертно, большая книга «Язык родной, дружи со мной» (1981), которую он дописывал на больничной койке.